# Caenocryptoides
Caenocryptoides is een geslacht van insecten uit de orde vliesvleugeligen (Hymenoptera) en de familie Ichneumonidae.

## Soorten
- C. convergens Momoi, 1966
- C. flavescens Jonathan, 1999
- C. henanensis Sun & Sheng, 2008
- C. maai Jonathan, 1999
- C. nigrifacies Jonathan, 1999
- C. rugosus Jonathan, 1999
- C. tarsalis (Matsumura, 1912)